# Rue du Vingt-Neuf-Juillet
Ne doit pas être confondu avec Rue Juillet.
La rue du Vingt-Neuf-Juillet, ou rue du 29-Juillet, est une voie du 1er arrondissement de Paris, en France.

## Origine du nom
Elle porte le nom de « rue du Vingt-Neuf-Juillet » en mémoire de la troisième journée de la Révolution de 1830 en France (ces trois journées sont souvent appelées les « Trois Glorieuses »).

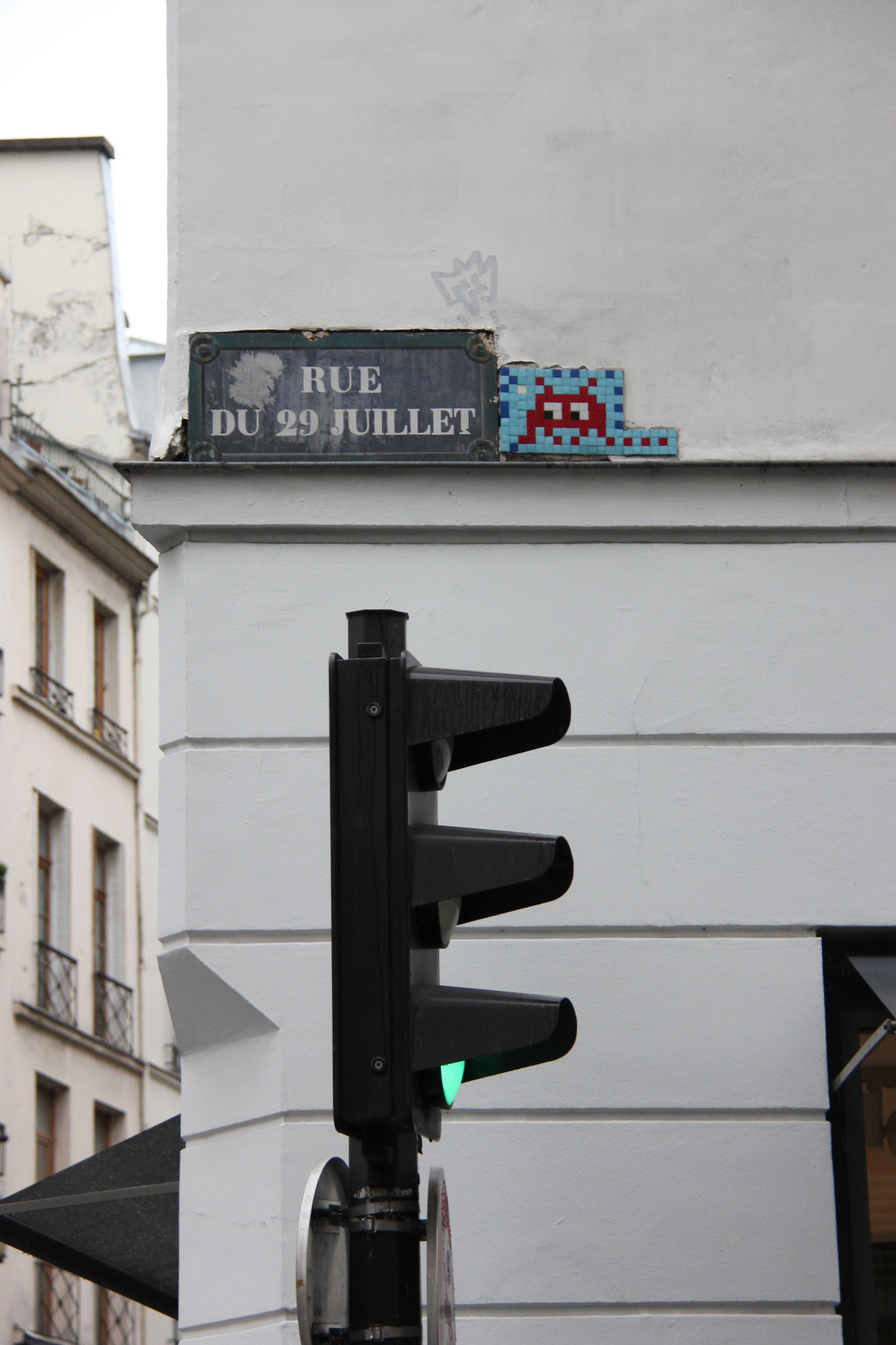
Plaque de la rue, à laquelle sont accolées des œuvres de Zevs et d'Invader.

## Historique
L’ouverture de cette rue a été décidée par une ordonnance du 14 mai 1826. Cette rue a été percée entre les anciens hôtels de Noailles et de Boulogne.
Cette rue reçut le nom de « rue du Duc-de-Bordeaux » en l’honneur de Henri d’Artois (1820-1883), duc de Bordeaux, l’« enfant du miracle », seul espoir dynastique de la branche aînée des Bourbons.
Le décret ministériel du 19 août 1830 lui donne le nom de « rue du Vingt-Neuf-Juillet ».

## Pour approfondir